# スピード・レーサー
『スピード・レーサー』（Speed Racer）は、2008年のアメリカ合衆国のアクション映画。監督はウォシャウスキー姉妹、出演はエミール・ハーシュとクリスティーナ・リッチなど。日本のテレビアニメ『マッハGoGoGo』（米国でのタイトルは『Speed Racer』）を原作とする。

## 概要
ウォシャウスキー姉妹にとって『マトリックス レボリューションズ』以来、5年振りの監督作品となった。アメリカでは2008年5月9日、日本では2008年7月5日に、いずれもワーナー・ブラザース配給で封切られた。製作はワーナー・ブラザースとシルバー・ピクチャーズ、ヴィレッジ・ロードショー・ピクチャーズが共同製作した。視覚効果はデジタル・ドメインが担当した。
『マッハGoGoGo』はウォシャウスキー姉妹にとって最初に見た日本のアニメであり、映画化は長年の夢であった。原作のイメージをほぼそのまま映像化しており、日本のアニメ版の主題歌やオートジャッキでジャンプした際の効果音にアニメと同じものを使用するなど、原作のエッセンスをふんだんに盛り込んでいる。また、英語版アニメでスピード・レーサーの声を担当したピーター・フェルナンデスがアナウンサー役で出演。日本版の三船剛を担当した森功至は、スピードが憧れるベン・バーンズの吹き替えを担当している。
ワールドプレミアは2008年4月26日にロサンゼルスのノキア・シアターで開催され、日本ではスーパープレミアを開催、6月29日東京ドームで3万5,000人を招待し、世界最大級のスクリーンで試写会が行われた。同会場で試写会が行われるのは『パール・ハーバー』以来のことである。
2009年の第29回ゴールデンラズベリー賞の最低前日譚・リメイク・盗作・続編賞にノミネートされたが、受賞はしなかった。

## ストーリー
父はレーシングカーデザイナー、兄は天才レーサーという一家に育った少年スピード・レーサーは、レースで事故死した兄の跡を追ってレーサーになり、レース大会で優勝する。スピードの才能に目をつけたロイヤルトン・インダストリーズ社は高額な契約金を用意して契約をオファーするが、スピードは断る。するとロイヤルトン社はスピードに対してさまざまな妨害工作を始める。そして、ロイヤルトン社の陰謀を知ってしまったスピードは父がデザインしたレーシングカー「マッハ号（マッハ5）」に乗り込み、兄が事故死したレース大会に出場する。

## キャスト
※括弧内は日本語吹替

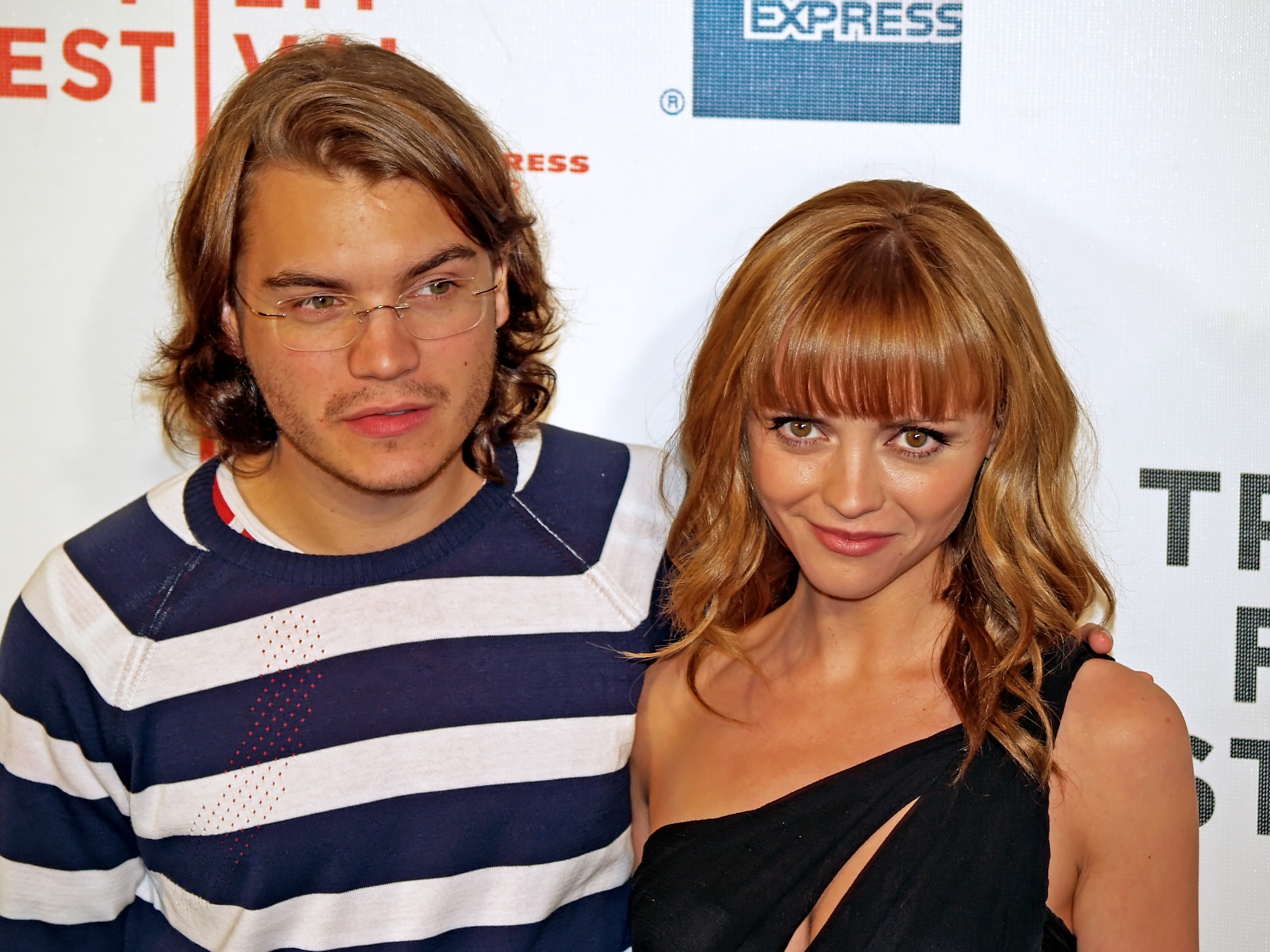
2008年のトライベッカ映画祭にて、主演のエミール・ハーシュとクリスティーナ・リッチ

- スピード・レーサー - エミール・ハーシュ（赤西仁）
  - 幼少時代のスピード・レーサー - ニコラス・エリア（小林由美子）
- トリクシー - クリスティーナ・リッチ（上戸彩）
  - 幼少時代のトリクシー - アリエル・ウィンター（矢島晶子）
- レーサーX - マシュー・フォックス（小杉十郎太）
- ママ・レーサー - スーザン・サランドン（藤田淑子）
- パパ・レーサー - ジョン・グッドマン（内海賢二）
- スパーキー - キック・ガリー（松山タカシ）
- スプライトル・レーサー - ポーリー・リット（英語版）（田中真弓）
- ローヤルトン - ロジャー・アラム（英語版）（玄田哲章）
- テジョ・トゴカーン - Rain（ピ）（小野大輔）
- ミスター・武者 - 真田広之（古澤徹）
- ベン・バーンズ - リチャード・ラウンドトゥリー（森功至）
- ディテクター警部 - ベンノ・フユルマン（桐本琢也）
- レックス・レーサー - スコット・ポーター（小西克幸）
- ハルコ・トゴカーン - ユー・ナン（英語版）（林真里花）
- ミスター・トゴカーン - 伊川東吾（小林清志）
- クランチャー・ブロック - ジョン・ベンフィールド（英語版）（たてかべ和也）
- ジャック・"キャノンボール"・テイラー - ラルフ・ハーフォース（押切英希）
- スネーク・オイラー - クリスチャン・オリヴァー（檀臣幸）
- レース・アナウンサー - ピーター・フェルナンデス

## スタッフ
- 脚本・監督・製作：ラナ・ウォシャウスキー、リリー・ウォシャウスキー
- 製作：ジョエル・シルバー、グラント・ヒル
- 製作総指揮：デイビット・レーン・セルツァー、マイケル・ランバート、ブルース・バーマン
- 撮影：デヴィッド・タッターサル
- 美術：オーウェン・バターソン
- 編集：ロジャー・バートン、ザック・ステンバーグ
- 衣装：キム・バリット
- 音楽：マイケル・ジアッキーノ
- 視覚効果監修：ジョン・ゲイター、ダン・グラス
- 主題歌：「ゴー・スピード・レーサー・ゴー （フィルムバージョン）」アリ・ディー&ザ・ディーコンプレッサーズ

## 登場マシン
主人公であるスピードが搭乗するマシンのうち、マッハ・ファイブは原作である『マッハGoGoGo』のマッハ号と機能・デザインともにほぼ同じものである。ただし、本作のマッハ・ファイブは「パパが設計した5番目のマッハシリーズ・レーシングカー」という位置付けであり、前身及び後継のマシンが登場する点が原作とは異なる。

### マッハ・ファイブ
カーナンバーは5で、助手席の存在する2シーターの車体である。原作同様にステアリングパッドにあるボタンにより特殊機能が発動する。しかし、原作のマッハ号に存在した機能のうち、フロッガーモードとイブニングアイは削除され、各機能のボタン配置も若干変更されている。元々はスピードの兄、レックスが所有していた車体で、レックスの死後も普段はレーサー家の自家用車として公道走行のために使用されていたものである。マッハ・シックスがシリーズ序盤のレース中に破壊されたために、急遽マッハ・ファイブがラリー車両として改装され、シリーズ中盤のラリーレイドに投入されることになる。
- コントロールA：ジャンプジャッキ（原作での呼称はオートジャッキ）- 下部にある特殊ジャッキ[3]。路面を蹴ることによってジャンプが可能。左右または前後個別にキックが可能で、垂直だけでなく側転、前後転ジャンプによるコースチェンジもできる。敵対車両に文字通り"蹴り"つけることもできる。
- コントロールB：防弾ポリマーディフレクター（原作でDボタンに配置されたディフェンサーに相当）- 座席上部の防弾仕様のキャノピーが閉じる。
- コントロールC：タイヤシールド - 原作にはない新機能として追加。タイヤを他車からの攻撃から防御するための防盾を作動させる。運転席からリモート操作が可能。
- コントロールD：Hexodyne緊急スペアタイヤ - 原作にはない新機能として追加。タイヤの損傷が起きた際に破損したタイヤを即座に再生する機能。マッハ・ファイブの4本全ての車輪に対して機能する。
- コントロールE：ジルコンチップ・カッターブレード（原作でCボタンに配置されたカッターに相当）- 丸鋸が車前面に2本出てくる。他車との接近戦の際には車の側面まで伸びて相手を攻撃できる。
- コントロールF：タイヤ・クランポン・グリップ（原作でBボタンに配置されたベルトタイヤに相当）- 凍結路や悪路、急斜面などでグリップ性能を高めるスパイクタイヤが出現する。
- コントロールG：ホーミング（原作のギズモ号に相当）- 偵察用の小型飛行メカ。機能として配置はされていたが、劇中で使用されることはなかった。

### マッハ・シックス
パパが設計した6番目のマシンで、カーナンバーは6. カラーリングはほぼマッハ・ファイブに準じたシングルシーター車で、マッハ・ファイブより進化した空力形状と走行性能を持つ純然たるレーシングカーでもあるが、特殊機能は作中ジャンプジャッキ以外は使用されていない。ステアリングも近代的なフォーミュラカーに類似した形状となっており、マッハ・ファイブと同等の特殊装備がされているかは不明である。スピードのレース界デビューに合わせて投入されるが、一度はレース内で破壊されてしまう。後に修復されてシリーズ後半のレーストラックに復帰する。

### マッハ・フォー
パパが設計した4番目のマシンで、真紅のボディに白いMマークを持つシングルシーター車である。カーナンバーは4. レックスが事故死に至るまで搭乗したマシンでもある。劇中、スピードが兄の持つコースレコードに迫る周回時間を記録した際に、兄の幻影（ゴーストカー）としてスピードの駆るマッハ・シックスと併走するように登場する。そのままのペースで走行し続ければ兄の記録を破るのは確実であったが、スピードはチェッカーフラッグを受ける直前に自ら減速、兄のコースレコードを破ることはなかった。

## 興行収入
北米では3,606館と極めて大きな規模で公開されたが、週末3日間の初週興行収入成績は、速報値で2,021万ドル。公開2週目の『アイアンマン』の半分以下となり、初登場2位として世界に報じられた。さらにその後の確定値では1,856万ドルに下方修正されたため、『ベガスの恋に勝つルール』をも下回る3位が確定した。日本での初週興行成績も1億500万円の初登場5位にとどまり、最終的な全世界興行収入も IMDbPro の集計で1億ドルに満たない、配給元の期待を裏切る興行成績となった。

## 作品の評価
Rotten Tomatoesによれば、217件の評論のうち高評価は41%にあたる89件で、平均点は10点満点中5.2点、批評家の一致した見解は「頭痛がするほど特殊効果が過剰な『スピード・レーサー』は、ウォシャウスキー姉妹が視覚的なスリルを重視し、筋の通ったストーリー展開を犠牲にしていることがわかる。」となっている。
Metacriticによれば、37件の評論のうち、高評価は8件、賛否混在は14件、低評価は15件で、平均点は100点満点中37点となっている。

## その他
アメーバニュースによれば、テジョ・トゴカーン役のRain（ピ）は撮影の際に「俺は韓国人だし、韓国人が日本人を演じるのはおかしい。つまり、俺の役の国籍を日本から韓国に変更してほしい」と監督に直談判した。これには監督のウォシャウスキー姉妹も苦悩したが、Rain（ピ）のあまりの熱意に負け、彼が演じる役の設定を韓国人に変更した。さらに、Rain（ピ）は監督にハングルの格好良さを語り、韓国を誇示するために、元々文字を入れる予定のなかったレーシングスーツやヘルメットにハングルを入れさせた。しかし、妹役の名は日本名の「ハルコ」であり、矛盾が生じている。

## 関連商品

### オリジナル・サウンドトラック
2008年6月25日、『スピード・レーサー オリジナル・サウンドトラック』がジェネオン エンタテインメントより発売された。価格は2,625円（税込）。

### 映像ソフト
2008年11月19日、DVD版とBlu-ray版のセル販売及びレンタル販売が開始された。発売元はワーナー・ホーム・ビデオで、価格はDVD2枚組みの「特別版」が3,980円、ブルーレイ版は4,980円（いずれも税込）。

### メディアミックス展開
2008年6月18日、ノベライズ版が扶桑社から発売された。文庫本サイズで価格は580円（税込）。
2008年7月24日、家庭用ゲームソフトとしてWiiとニンテンドーDSに対応した同名ソフトがアクティビジョンから発売された。ジャンルはレースゲームで、価格はWii版が6,090円、ニンテンドーDS版が5,040円（いずれも税込）。Wii版はWiiハンドルに対応している。
そのほか、映画公開と同時期にマテルやタカラトミーからそれぞれマッハ号の玩具が発売された。